# Uzerche
Uzerche este o comună în departamentul Corrèze din centrul Franței. În 2009 avea o populație de 3.226 de locuitori.

## Evoluția populației
| An        | 1975  | 1982  | 1990  | 1999  | 2006  | 2009  |
| --------- | ----- | ----- | ----- | ----- | ----- | ----- |
| Populație | 3.091 | 3.097 | 2.813 | 3.062 | 3.182 | 3.226 |